# Rio Três Forquilhas
Rio Três Forquilhas är ett vattendrag i Brasilien.   Det ligger i delstaten Rio Grande do Sul, i den södra delen av landet, 1 500 km söder om huvudstaden Brasília. Rio Três Forquilhas ligger vid sjön Lagoa Itapeva.
Runt Rio Três Forquilhas är det ganska tätbefolkat, med 58 invånare per kvadratkilometer.